# Acción popular (derecho)
Se denomina acción popular, en Derecho procesal, a la acción judicial por la cual los poderes públicos y, en general, cualquier ciudadano, está legitimado para borrar la actuación de la administración de justicia en defensa de intereses colectivos o difusos. Tiene gran relevancia en el ámbito del Derecho procesal penal, puesto que, al afectar la mayor parte de los delitos a intereses colectivos, es común la utilización de esta figura a través de asociaciones independientes.

## Regulaciones nacionales

### Colombia
Según la Constitución política colombiana, los ciudadanos podrán ejercer la acción popular y participar en la Administración de Justicia mediante la institución del Jurado, en la forma y con respecto a aquellos procesos penales que la ley determine, así como en los Tribunales consuetudinarios y tradicionales.
- Datos: Q451584